# 鹤壁集镇
鹤壁集镇，是中华人民共和国河南省鹤壁市鹤山区下辖的一个乡镇级行政单位
，鹤壁市名称的来源。

## 行政区划
鹤壁集镇下辖以下地区：北街社区、西街社区、教场社区、杨庄社区、王荒社区、孙圣沟社区、中马驹河社区、东马驹河社区、韩林涧社区、曹家社区、南街社区、东街村社区、北杨邑村、龙卧村、西杨邑村、东杨邑村、东头村、郭家岗村、南杨邑村、毕吕寨村、大吕寨村、贾吕寨村、窦马庄村、王吕寨村、杨吕寨村、郭吕寨村、焦家沟村、前蜀村、后蜀村、龙宫村、王马庄村、古楼河村、良峪村、石碑头村、梨林头村、寺湾村、郝荒村、张荒村、井坡村、西马驹河村、赵荒村、李家荒村、中杨邑村和贾家村。